# James Dunlop
James Dunlop (n. 31 octombrie 1793, Scoția, Regatul Marii Britanii – d. 22 septembrie 1848, Noul Wales de Sud, Australia) a fost  un astronom australian.
În anii 1820 și 1830, el a fost astronomul-asistent al lui Thomas Brisbane pentru observatorul privat al acestuia, din Parramatta (« Paramatta » în epocă), în Noua Galie de Sud. Dunlop a fost mai ales un observator vizual, făcând o muncă de astrometrie stelară pentru Brisbane. A descoperit și catalogat numeroase stele duble și obiecte de cer profund.
Mai târziu a devenit șef al intendenței observatorului din Paramatta și în final l-a vândut guvernului Noii Galii de Sud.

## Lucrări publicate
- "A catalogue of nebulae and clusters of stars in the southern hemisphere, observed at Parramatta in New South Wales. Philosophical Transactions of the Royal Society, Vol. 118, p. 113—151, 1828. This catalogue with descriptions contains 629 southern deep-sky objects.
- He also discovered and catalogued 256 southern double stars in "Approximate Places of Double Stars in the Southern Hemisphere, observed at Paramatta in New South Wales.", which was published in the Memoirs of the Royal Astronomical Society Mem.Ast.Soc.London, Vol. 3, 257, 1829.
- Only five other astronomical papers were published by James Dunlop between 1829 and 1839, the most significant being on comets; "Places of Encke's comet, from 30 observations. Monthly Notices of the Royal Astronomical Society  (MNRAS)., Vol. 1, 120 (1829) and "Observation of a small comet at Paramatta. Monthly Notices of the Royal Astronomical Society (MNRAS)., Vol. 1, 130 (1829)

## Legături externe
- Bright Sparcs Bio at University of Melbourne
- University of Arizona SEDS
- SPACETEC (Dunlop pictures)